# 孫愚
孫愚（?—?），雲南省雲南府呈貢縣人，清朝政治人物、同進士出身。
光緒二十年（1894年），参加光緒甲午科殿試，登進士三甲30名。同年五月，著交吏部掣签分发各省，以知县即用。